# Salvatore Lanzetti
Salvatore Lanzetti (né en 1710 à Naples – mort en 1780 à Turin) est un violoncelliste et compositeur italien du XVIIIe siècle. Il est l'un des premiers virtuoses du violoncelle.

## Biographie
Élève du conservatoire Santa Maria di Loreto de Naples, il est plusieurs années au service de Victor-Amédée II de Savoie, roi de Sardaigne, tout en entreprenant de brillantes tournées de concerts. Vers les années 1730, il se fait entendre à Londres avec un tel succès qu'il y reste jusqu'en 1750, date à laquelle il retourne en Italie.

## Œuvres
- 12 Sonates pour violoncelle et basse continue (1736) ;
- Principes ou l'application du violoncelle par tous les tons (1770) ;
- Allegro vivamente pour violoncelle et piano.